# Sidi El Mekki
Sidi El Mekki (en àrab سيدي المكي, Sīdī al-Makkī; en amazic ⵙⵉⴷⵉ ⵍⵎⴰⴽⵉ) és una comuna rural de la província de Berrechid, a la regió de Casablanca-Settat, al Marroc. Segons el cens de 2014 tenia una població total de 8.920 persones.